# Religioni nella Repubblica Centrafricana

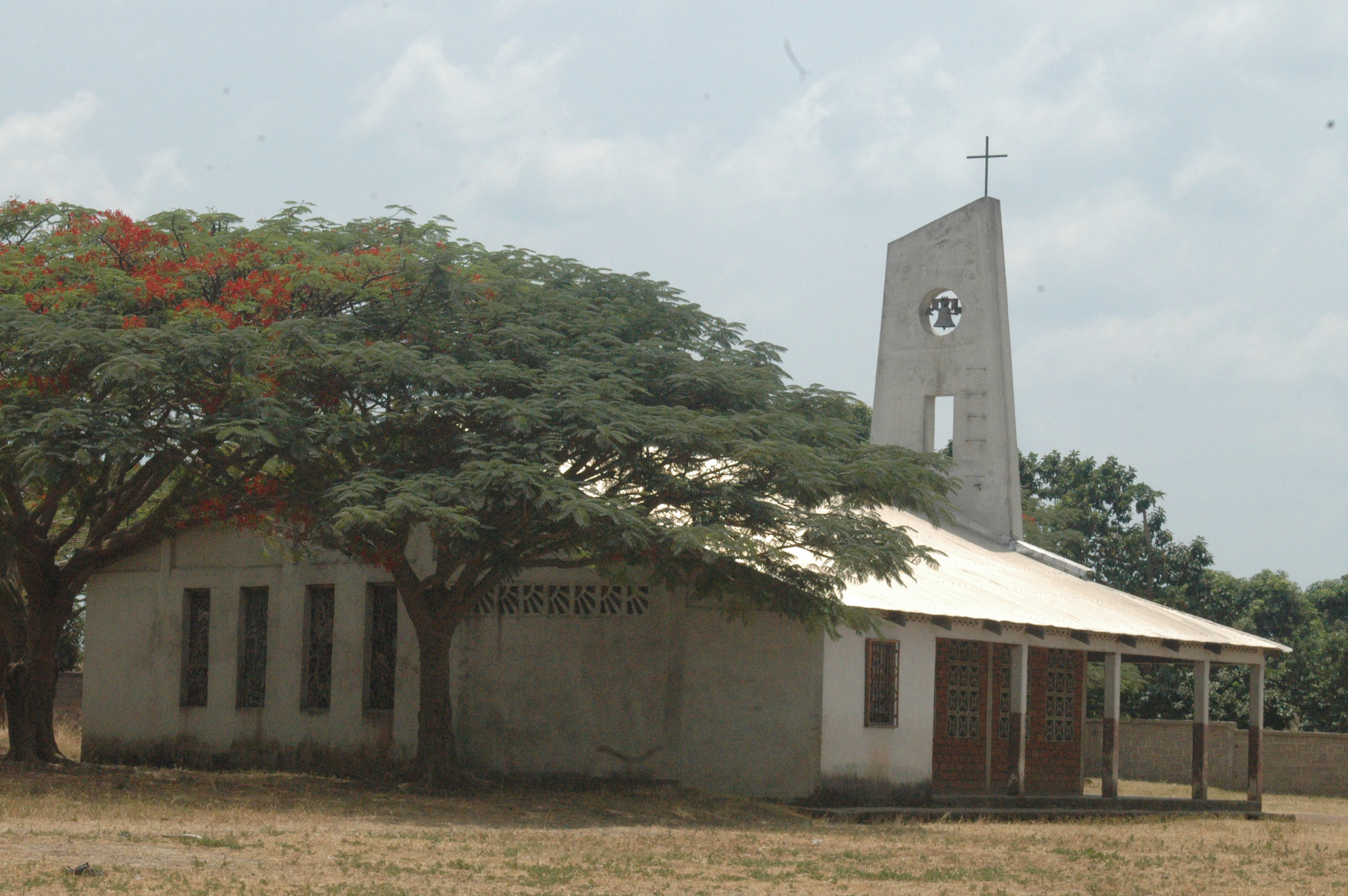
Una chiesa nella Repubblica Centrafricana.

Secondo le stime 2010-12, circa l'80 per cento della popolazione della Repubblica Centrafricana segue il cristianesimo; l'Islam è praticato invece dal 15% della popolazione. La stragrande maggioranza dei musulmani sono malikiti che professano il sunnismo. Si ritiene che molti di questi seguaci incorporano elementi tradizionali indigeni delle religioni africane all'interno delle loro pratiche di fede.

## Demografia religiosa
Missionari Cattolici e protestanti sono sparsi in tutto il territorio, mentre l'Islam è praticato soprattutto nel nord del paese. Circa il 51% della popolazione è protestante; un altro 29% sono cattolici romani. Credenze indigene tradizionali sono praticate da circa il 5% della popolazione come un sistema di credenze primario od esclusivo. Altri gruppi missionari presenti nel paese sono quelli luterani, battisti, della Compagnia delle chiese dei Fratelli in Grazia, e dei testimoni di Geova.

## Libertà religiosa
La Costituzione (sospesa dal 2003) prevede la libertà di religione, mantenendo però il divieto di alcune forme di integralismo religioso; questo divieto è generalmente considerato essere diretto esplicitamente verso i fondamentalisti cristiani e musulmani. Le principali feste cristiane sono celebrate come feste nazionali. Tutti i gruppi religiosi devono essere registrati attraverso il Ministero dell'interno. La Chiesa dell'Unificazione è stata vietata a partire dalla metà degli anni '80 del XX secolo. La pratica della stregoneria è considerata un reato; tuttavia, l'accusa viene generalmente fatta solo in combinazione con altre attività criminali, come l'omicidio.